# 골웨이 레이시스
골웨이 레이시스(The Galway Races)는 아일랜드의 고전 포크송이다. 1869년 이후 매년 7월 마지막 주 월요일에 아일랜드 서부의 골웨이 시에서 개최되는 경마 대회인 골웨이 레이스(Galway Race)를 배경으로 하고 있다. 골웨이 레이스 행사장의 여러 장면을 시각적 심상을 통해 묘사하고 있다. 일반적인 아일랜드 고전 포크송과 달리 마지막 부분(6절)에서 골웨이 레이스를 지켜보면서 로마 가톨릭, 개신교(성공회), 유대교, 장로교인들이 서로에 대한 적개심을 털어 버리고 화합한다는 말이 나온다.

## 수록 앨범
- 리엄 클랜시: Liam Clancy(1965)
- 더 클랜시 브라더스: Isn't It Grand, Boys?(1966)
- 더 코리스: Those Wild Corries! (1966)
- 더 더블리너스: A Drop of the Hard Stuff (1967)
- 디 아이리시 로버스: Celebrate! The First Thirty Years (1994)
- 패디 레일리: Paddy Reilly At Home(1972)
- 짐 매캔: Jim McCann – LIVE(1982)